# Tillandsia 'Nellie Rose'
Tillandsia 'Nellie Rose' es un  cultivar híbrido del género Tillandsia perteneciente a la familia  Bromeliaceae.
Es un híbrido creado  con las especies Tillandsia jalisco-monticola × Tillandsia  'Rubra'.